# کابوس در خیابان الم ۵: کودک رؤیایی
کابوس در خیابان الم ۵: کودک رؤیایی (یا کودک رؤیا) (به انگلیسی: A Nightmare on Elm Street 5: The Dream Child)  یک فیلم در سبک سلاخی گوتیک آمریکایی محصول سال ۱۹۸۹ به کارگردانی استیون هاپکینز و نویسندگی لسلی بوهم است. این فیلم پنجمین قسمت از مجموعه‌فیلم‌های «کابوس در خیابان الم» است و لیسا ویلکاکس و رابرت انگلوند در نقش فردی کروگر در آن ایفای نقش می‌کنند. داستان دربارهٔ فردی کروگر است که این بار با استفاده از رؤیاهای کودک در رحم آلیس جانسون که باردار است، قربانیان جدیدی می‌گیرد.
لحن کلی فیلم بسیار تیره‌تر از قسمت‌های پیشین است و بیشتر صحنه‌ها با فیلتر آبی نورپردازی شده‌اند. این فیلم یکی از آخرین آثار اسلشر دهه ۱۹۸۰ محسوب می‌شود.
کودک رؤیا در ۱۱ اوت ۱۹۸۹ اکران شد و با بودجه‌ای ۸ میلیون دلاری، ۲۲٫۱ میلیون دلار فروش داشت. اگرچه نسبت به درآمد قسمت‌های قبلی یعنی جنگجویان رؤیا و استاد رؤیا افت محسوسی داشت، اما همچنان در گیشه موفق بود و پرفروش‌ترین فیلم سلاخی سال ۱۹۸۹ شد. این فیلم نقدهایی آمیخته تا منفی از منتقدان دریافت کرد.
این فیلم با مرگ فردی: کابوس نهایی (۱۹۹۱) ادامه یافت.

## داستان
در ژوئن ۱۹۸۹، یک سال پس از وقایع کابوس در خیابان الم ۴: استاد رؤیا، آلیس و دن با یکدیگر وارد رابطه شده‌اند و دیگر نشانی از فردی کروگر نیست. روزی، پس از رابطه جنسی با دن و در حالی‌که در حال دوش گرفتن است، آلیس رؤیایی می‌بیند که در آن لباس راهبه‌ای بر تن دارد و پلاکی با نام آماندا کروگر روی آن است. او در یک تیمارستان اسرارآمیز توسط بیماران مورد حمله قرار می‌گیرد، اما از خواب می‌پرد.
روز بعد، آلیس همراه با دوستان جدیدش از دبیرستان فارغ‌التحصیل می‌شود: گرتا، دختری با آرزوی مدل‌شدن که از آن خوشش نمی‌آید؛ مارک، طرفدار کمیک‌بوک‌ها؛ و ایوون، داوطلب بیمارستان و شناگر. آلیس کابوسش را با دن در میان می‌گذارد و دن به او اطمینان می‌دهد که کنترل خواب‌هایش را در دست دارد.
در مسیر رفتن به محل کار، آلیس بار دیگر خود را در همان تیمارستان می‌بیند؛ جایی که آماندا کودکی زشت و عجیب به دنیا می‌آورد. آماندا می‌کوشد کودک را بگیرد، اما نوزاد از اتاق عمل فرار می‌کند. آلیس او را دنبال می‌کند تا به کلیسایی می‌رسد که در فیلم قبلی فردی را در آن شکست داده بود. نوزاد به باقی‌مانده‌های جسد فردی می‌رسد و به‌سرعت به یک بزرگسال بدل می‌شود، و به آلیس نشان می‌دهد که راهی برای بازگشت یافته است. آلیس با وحشت با دن تماس می‌گیرد، اما دن در راه به خواب می‌رود. فردی به او حمله کرده، با برق‌گرفتگی به یک موجود ترکیبی انسان/ماشین تبدیلش می‌کند و سپس به‌سوی ترافیک روانه‌اش می‌کند. آلیس می‌بیند که پیکر دن زنده شده و او را مسخره می‌کند، سپس از هوش می‌رود.
وقتی در بیمارستان به هوش می‌آید، می‌شنود که دن مرده و خودش از او باردار است. همان شب، پسربچه‌ای به نام جیکوب به ملاقات او می‌آید، اما روز بعد ایوون به او می‌گوید که نه تنها کودکی در آن بخش نیست، بلکه اصلاً بخش اطفال در طبقه آن‌ها وجود ندارد.
آلیس برای دوستانش دربارهٔ فردی و گذشته‌اش توضیح می‌دهد. ایوون حرف‌های او را باور نمی‌کند، اما مارک و گرتا به او کمک می‌کنند. همان روز، در مهمانی شام در خانه گرتا، او سر میز به خواب می‌رود و خواب می‌بیند که سر مادرش فریاد می‌زند و از سلطه‌گری‌اش شکایت می‌کند. سپس فردی وارد شده و او را وادار به خوردن اندام‌های خودش می‌کند و در برابر تماشاگرانی خندان، خفه‌اش می‌کند. در دنیای واقعی، گرتا در برابر مادر و مهمانانشان از حال رفته و می‌میرد.
ایوون و آلیس به دیدن مارک می‌روند که از مرگ گرتا ناراحت است و میان‌شان شکاف می‌افتد. مارک به خواب می‌رود و فردی قصد دارد او را بکشد، اما آلیس نجاتش می‌دهد. سپس دوباره جیکوب را می‌بیند و جیکوب اشاره می‌کند که آلیس مادر اوست. آلیس از ایوون می‌خواهد که برایش یک سونوگرافی زودهنگام ترتیب دهد و درمی‌یابد که فردی با استفاده از جیکوب به‌عنوان رسانا، حتی وقتی آلیس بیدار است به دوستانش حمله کرده و آن‌ها را خوراک او کرده تا او را شبیه خودش کند.
ایوون و والدین دن هنوز باور دارند که آلیس دیوانه شده است. والدین دن اصرار دارند که پس از تولد نوزاد، حضانتش را بگیرند، اما آلیس مخالفت می‌کند. او و مارک دربارهٔ فردی و راهبه، آماندا، تحقیق می‌کنند. درمی‌یابند که آماندا در تلاش برای متوقف‌کردن فردی بوده و اکنون باید او را پیدا کنند. آلیس به خواب می‌رود تا آماندا را در تیمارستان پیدا کند، اما فردی با تهدید ایوون که در جکوزی خوابش برده، او را از مسیر منحرف می‌کند. آلیس ایوون را نجات می‌دهد و ایوون سرانجام حرف‌هایش را باور می‌کند.
مارک در خواب به دنیای کمیک‌بوک‌ها کشیده می‌شود. او به یک ابرقهرمان بدل می‌شود تا با فردی بجنگد، اما فردی او را به یک شخصیت شرور تبدیل کرده و به شکل یک آدم‌کاغذی درمی‌آورد و تکه‌تکه‌اش می‌کند.
آلیس به خواب می‌رود تا فردی را پیدا کرده و پسرش را نجات دهد. درمی‌یابد که فردی هر بار که او به خواب می‌رفته، در درون او پنهان شده است. آلیس فردی را از درون خودش بیرون می‌کشد. ایوون بقایای آماندا را در تیمارستان پیدا می‌کند و آماندا به مبارزه در دنیای خواب می‌پیوندد. او جیکوب را تشویق می‌کند که از نیرویی که فردی به او داده استفاده کند. جیکوب فردی را نابود می‌کند و شکل نوزادی او جذب آماندا می‌شود. آلیس نوزاد جیکوب را در آغوش می‌گیرد. آماندا به او هشدار می‌دهد و فردی را در زمان محبوس می‌کند.
چند ماه بعد، جیکوب دنیل جانسون همراه مادرش، پدربزرگش و ایوون در پیک‌نیکی حضور دارد. گروهی از بچه‌هایی که در آن نزدیکی طناب می‌پرند، شعر معروف فردی را زمزمه می‌کنند، که اشاره‌ای است به احتمال بازگشت او.

## تولید
کابوس در خیابان الم ۴: استاد رؤیا در سال ۱۹۸۸ اکران شد و با موفقیت مالی بسیار، پرفروش‌ترین فیلم مجموعه تا آن زمان شد. در آن زمان تولید سریال تلویزیونی فرعی کابوس‌های فردی و حجم گسترده‌ای از کالاهای جانبی باعث شد مجموعه به اوج محبوبیت برسد.
لزلی بوهم، فیلمنامه‌نویس، در مستند سال ۲۰۱۰ با عنوان هرگز دوباره نخواب: میراث خیابان الم گفت که ایدهٔ اصلی کودک رؤیا را در زمان پیش‌تولید فیلم سوم به مدیران نیو لاین ارائه کرده بود. در آن زمان سارا ریشِر، مدیر اجرایی نیو لاین، باردار بود و از ایدهٔ بیرون آمدن فردی از رحم یک زن چندشش شد. اما پس از زایمان، متوجه شد که نوجوانان طرفدار فیلم اول اکنون به سن تشکیل خانواده رسیده‌اند و همین باعث شد تولید فیلم کودک رؤیا در اواخر ۱۹۸۸ آغاز شود.
مرحلهٔ پیش‌تولید به‌دلیل تغییرات مکرر در فیلمنامه دشوار بود. استیون هاپکینز، کارگردان، گفته که بخش عمدهٔ فیلم نهایی از متن بوهم گرفته شده، اگرچه جان اسکیپ و کریگ اسپکتور هم مطالبی افزودند و در نهایت انجمن نویسندگان آمریکا برای تعیین نام‌های نهایی مداخله کرد. نسخهٔ اولیهٔ فیلمنامه شامل صحنه‌هایی بود که در آن آلیس و دوستانش در حال تمرین نمایشنامه مِدئا بودند. هاپکینز اصرار داشت که فیلم حال و هوایی گوتیک‌تر از قسمت‌های پیشین داشته باشد؛ به همین دلیل صحنه‌هایی از برج‌ها، قلعه‌ها و تیمارستان‌هایی شبیه سیاهچال در فیلم گنجانده شد.
تدوین نهایی فیلم نیز دشوار بود، چراکه انجمن فیلم آمریکا خواستار کاهش میزان خشونت و خون‌ریزی در صحنه‌ها شد. بیشترین تغییرات مربوط به صحنه‌های مرگ دن و گرتا بود که چندین‌بار ویرایش شدند تا فیلم بتواند درجهٔ نمایشی R دریافت کند.